# Loivos da Ribeira e Tresouras
Loivos da Ribeira e Tresouras (llamada oficialmente União das Freguesias de Loivos da Ribeira e Tresouras) es una freguesia portuguesa del municipio de Baião, distrito de Oporto.

## Historia
Fue creada el 28 de enero de 2013 en aplicación de una resolución de la Asamblea de la República de Portugal promulgada el 16 de enero de 2013 con la unión de las freguesias de Loivos da Ribeira y Tresouras, pasando su sede a estar situada en la antigua freguesia de Loivos da Ribeira.

## Demografía
| Gráfica de evolución demográfica de Loivos da Ribeira e Tresouras entre 2011 y 2021 |
|                                                                                     |
| Datos según el nomenclátor publicado por el INE portugués.                          |